# Jacek Tylicki
Jacek Tylicki (nacido en 1951 en Sopot, Polonia) es un artista polaco asentado en New York desde 1982. El trabajo de Tylicki es el campo de land art, de la instalación artística, site-specific art,  videoarte y fotografía.  Sus proyectos  conceptuales a menudo plantean problemas sociales y ambientales. 

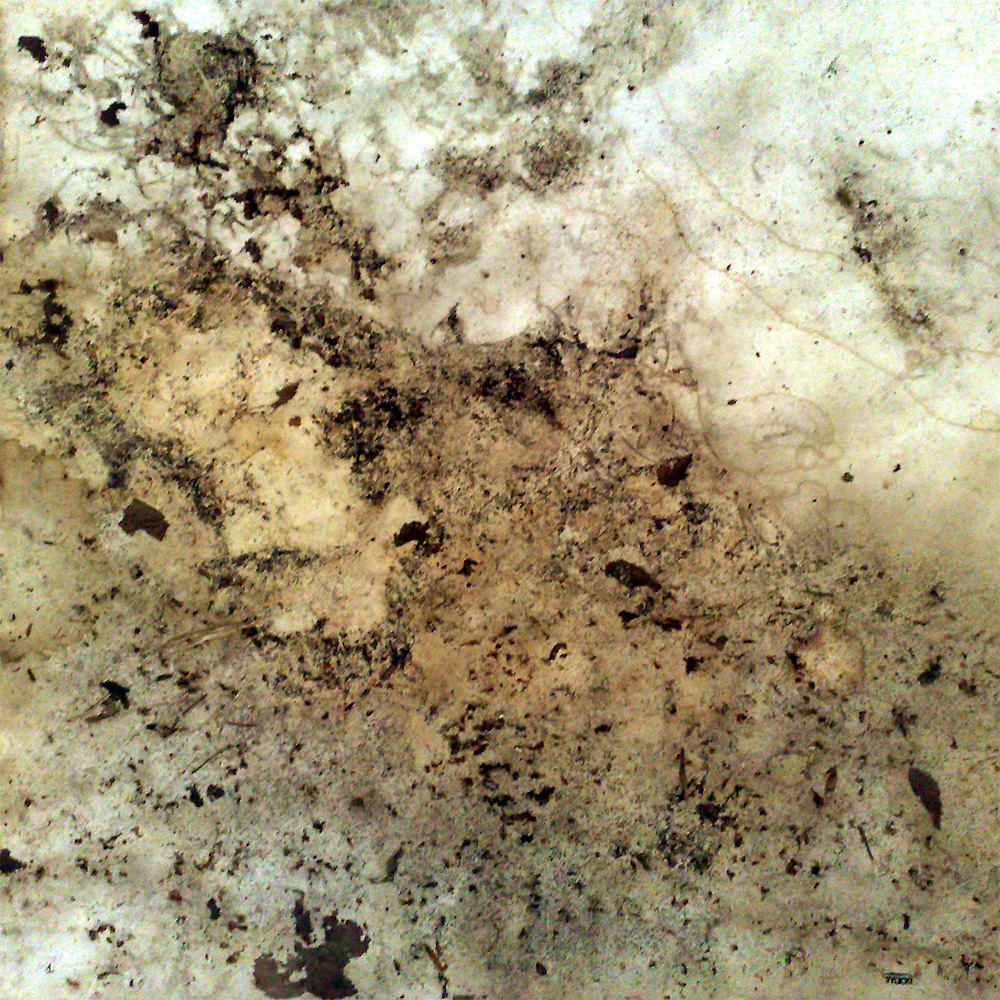
Natural Art N º 1, 4 días en la pradera, al sur de Suecia. Papel de acuarela. 460 x 460 mm. 16/07 - 20/07 1973

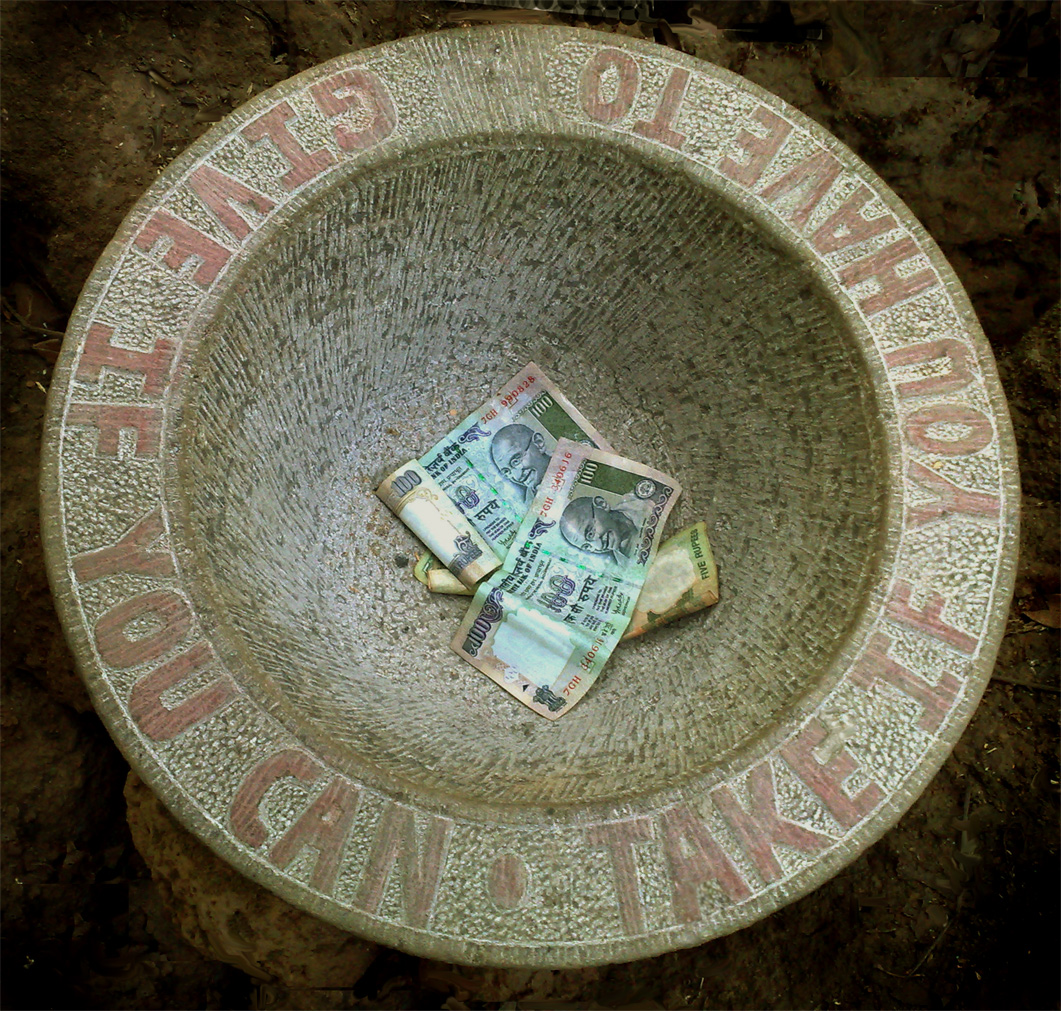
Escultura en piedra,Give If You Can - Take If You Have To. En la selva de Arambol. India. 2009

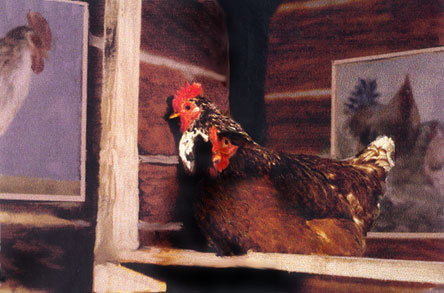
InstalaciónChicken Art, Now Gallery, New York, 1987

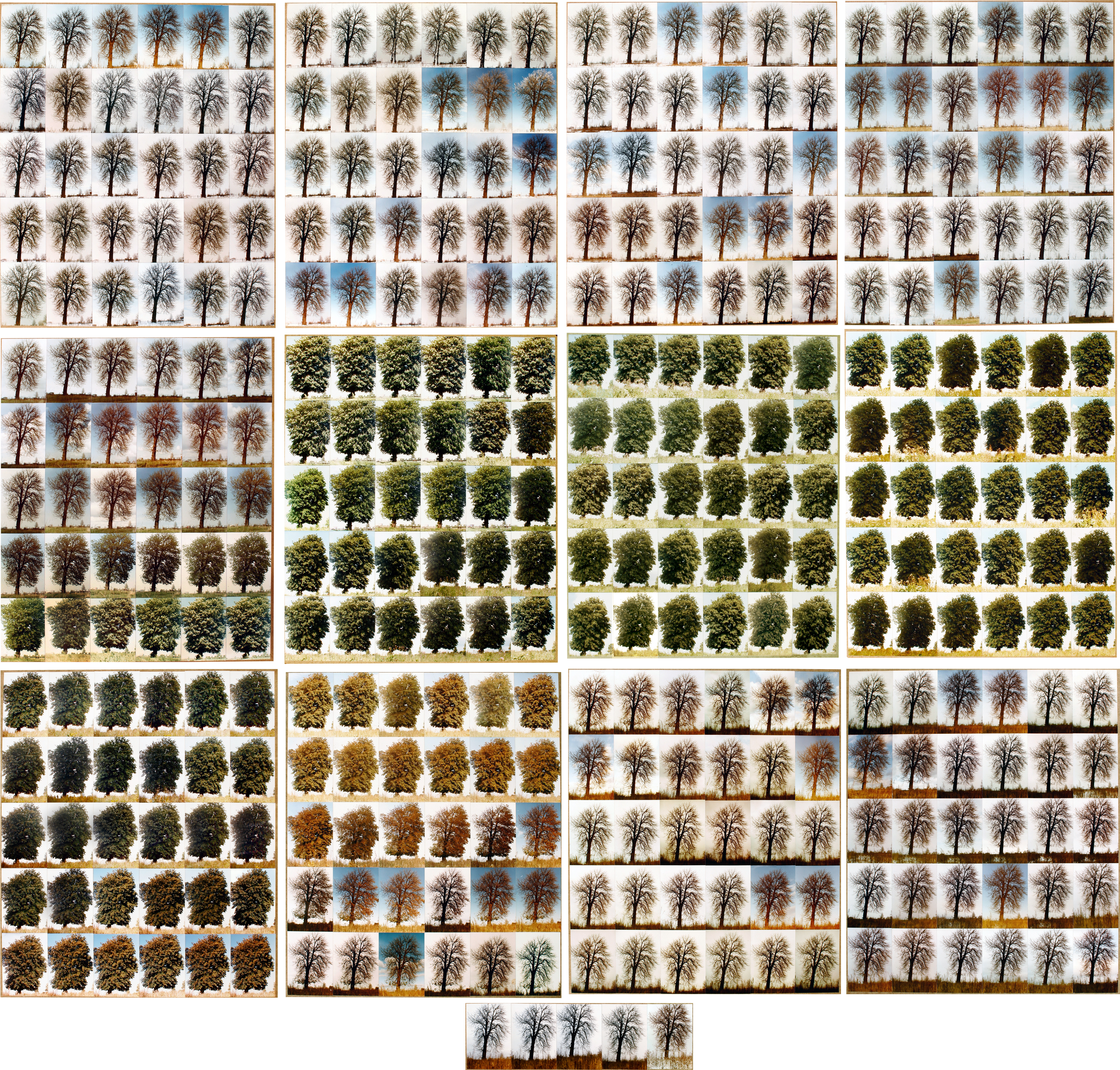
365 days, una foto de un árbol por día, Lund, Suecia, 1979

## Obras
A partir de 1973 Tylicki envía hojas de papel o lienzo en el viento, los ríos o los bosques y les deja mucho en un entorno natural, por lo que a la naturaleza una actitud anteriormente reservada al artista: la creación de formularios.
En los años 1974-1990 inicia la idea de un artista anónimo mediante la emisión de un periódico llamado a "Artistas anónimos", donde artistas presentan sus obras de arte sin revelar sus nombres.
En 1985 creó una instalación llamado arte de pollo. Tylicki transforma la Now Gallery en Manhattan en el gallinero en que pollos vivos observaban las pinturas realistas de gallinas, pollos y gallos colgadas en las paredes de la Galería. Declaró al mismo tiempo: Para el pollo lo más bello es pollo.
Otra instalación fue el "arte libre", donde artistas conocidos, invitados, como Mark Kostabi, Rodney Greenblat, entre otros, regalaban sus obras al público gratuitamente.
Fotografía desempeña un papel importante en su trabajo como un registro de su evasiva y fugacidad.

## Exposiciones individuales seleccionados
- Gallerie Porten, Lund, Suecia, 1976
- BTJ Gallery, Lund, Suecia, 1979
- Gallery 38, Copenhague, Dinamarca, 1979
- Galería Sien Gdanska, Gdansk, Polonia 1979
- Galerie St. Petri, Lund, Suecia, 1979
- Galería Akumulatory 2, Poznan, Polonia, 1979
- Galleri Sudurgata 7, Reikiavik, Islandia, 1979
- Galerie Kanal 2, Copenhague, Dinamarca, 1980
- Galería BWA, Sopot, Polonia, 1980
- Galleri Sudurgata 7, Reikiavik, Islandia, 1980
- Club 57, New York, Estados Unidos, 1982
- Now Gallery, New York, Estados Unidos, 1985
- Fashion Moda Gallery, New York, Estados Unidos, 1986
- Now Gallery, New York, Estados Unidos, 1987
- U Gallery, New York, Estados Unidos,, 1995

## Exposiciones de grupo seleccionado
- Galeriet, Lund, Suecia, 1976
- Galerie latón, Malmö, Suecia, 1977
- EXEN, Copenhague, Dinamarca, 1979
- Nórdicos Experimental Art Festival, Islandia, 1979
- Entorno experimental II, Museo de arte de la vida, Islandia, 1980
- Nuevo Avantgarde, BWA, Sopot, Polonia, la de 1981
- ARTEDER internacional, Bilbao, España, 1982
- Now Gallery, Nueva York, Estados Unidos, 1984
- Avenue B Gallery, Nueva York, Estados Unidos, 1984
- 8BC, Nueva York, Estados Unidos, 1985
- Nite Gallery, Nueva York, Estados Unidos, 1985
- Fusión Gallery, Nueva York, Estados Unidos, 1986
- Artifacts Gallery, Miami, Estados Unidos, 1986
- No-Se-No Gallery, New York, Estados Unidos, 1986
- Sculpture Garden, New York, Estados Unidos, 1986
- Galería de la Universidad de Binghamton, estado de New York, Estados Unidos, 1987
- Fashion Moda, New York, Estados Unidos, 1986
- The Limelight, New York, Estados Unidos, 1988
- SFINKS Foundation, Sopot, Polonia, 1993
- Akademie der Künste, Berlín, Alemania, 1994
- SFINKS Foundation, Sopot, Polonia, 2002
- Land Art Festival, Toruń, Polonia, 2011
- Dublin Biennial, Dublin, Irlanda, 2012
- Zachęta National Gallery, Varsovia, Polonia, 2012